# Liechtenstein op de Olympische Winterspelen 1968
Tijdens de Olympische Winterspelen van 1968, die in Grenoble (Frankrijk) werden gehouden, nam Liechtenstein voor de zesde keer deel.

## Deelnemers en resultaten

### Alpineskiën
| Olympiër             | Discipline       | Resultaat | Prestatie                           |
| -------------------- | ---------------- | --------- | ----------------------------------- |
| Arnold Beck          | afdaling (m)     | dnf       | opgave                              |
| Wolfgang Ender       | afdaling (m)     | 37e       | 2.08,08 (+8,23)                     |
| Wolfgang Ender       | reuzenslalom (m) | 32e       | 3.43,43 (+14,15)                    |
| Wolfgang Ender       | slalom (m)       | dq-2      | diskwalificatie run 2               |
| Albert Frick         | reuzenslalom (m) | 56e       | 3.55,90 (+26,62)                    |
| Josef Gassner        | afdaling (m)     | 33e       | 2.06,91 (+7,06)                     |
| Josef Gassner        | reuzenslalom (m) | 31e       | 3.42,38 (+13,10)                    |
| Josef Gassner        | slalom (m)       | dnq       | niet geplaatst voor finalewedstrijd |
| Hans-Walter Schädler | afdaling (m)     | dnf       | opgave                              |
| Hans-Walter Schädler | reuzenslalom (m) | 57e       | 3.56,96 (+27,68)                    |
| Hans-Walter Schädler | slalom (m)       | dnq       | niet geplaatst voor finalewedstrijd |
|                      |                  |           |                                     |
| Marta Bühler         | afdaling (v)     | 38e       | 1.53,33 (+12,46)                    |
| Marta Bühler         | reuzenslalom (v) | 33e       | 2.06,20 (+14,23)                    |
| Marta Bühler         | slalom (v)       | 28e       | 1.49,44 (+23,58)                    |

### Rodelen
| Olympiër        | Discipline | Resultaat | Prestatie        |
| --------------- | ---------- | --------- | ---------------- |
| Werner Sele     | mannen     | 36e       | 3.03,88 (+11,40) |
| Simon Beck      | mannen     | 41e       | 3.11,65 (+19,17) |
| Julius Schädler | mannen     | dnf       | opgave           |

Argentinië · Australië · Bondsrepubliek Duitsland · Bulgarije · Canada · Chili · Denemarken · Duitse Democratische Republiek · Finland · Frankrijk · Griekenland · Groot-Brittannië · Hongarije · IJsland · India · Iran · Italië · Japan · Joegoslavië · Libanon · Liechtenstein · Marokko · Mongolië · Nederland · Nieuw-Zeeland · Noorwegen · Oostenrijk · Polen · Roemenië · Sovjet-Unie · Spanje · Tsjecho-Slowakije · Turkije · Verenigde Staten · Zuid-Korea · Zweden · Zwitserland